# Arvingarna (dansk TV-serie)
Arvingarna (danska: Arvingerne) är en dansk TV-serie från 2014 skapad av Maya Ilsøe. Serien har regisserats av bland andra Pernilla August och Jesper Christensen. Serien hade dansk premiär i TV den 1 januari 2014. 

## Handling
Dramat handlar om familjen Grønnegaard, vars familjeöverhuvud konstnären Veronika Grønnegaard avlider på familjens gods på Södra Fyn med samma namn. Av detta följer en kamp om arvet, där en del överraskningar inträder, bland annat upptäckten av en tidigare okänd familjemedlem.

## Om serien
Serien såldes till flera andra länder. Den premiärvisades i SVT 1 den 7 april 2014. Den andra säsongen hade premiär i SVT den 27 april 2015.

## Rollista i urval
- Kirsten Olesen – Veronika Grønnegaard
- Carsten Bjørnlund – Frederik Grønnegaard
- Mikkel Boe Følsgaard – Emil Grønnegaard
- Trine Dyrholm – Gro Grønnegaard
- Marie Bach Hansen – Signe Larsen
- Jesper Christensen – Thomas Konrad
- Lene Maria Christensen – Solveig Riis Grønnegaard
- Trond Espen Seim – Robert Eliassen

### Fotnoter
1. ↑  Arvingerne - nyt søndagsdrama på DR1 (på danska), Danmarks Radio, 6 december 2013, läs online.[källa från Wikidata]
2. ↑  ”DRs Arvingerne solgt til udlandet inden premieren”. Danmarks radio. 11 december 2013. http://www.dr.dk/nyheder/kultur/drs-arvingerne-solgt-til-udlandet-inden-premieren. Läst 23 januari 2017.